# Liste der Monuments historiques in Lupcourt
Die Liste der Monuments historiques in Lupcourt führt die Monuments historiques in der französischen Gemeinde Lupcourt auf.

## Liste der Immobilien
| Bezeichnung         | Beschreibung                                                | Standort                         | Kennzeichnung | Schutzstatus | Datum | Bild |
| ------------------- | ----------------------------------------------------------- | -------------------------------- | ------------- | ------------ | ----- | ---- |
| Château de Lupcourt | Schloss mit Nebengebäuden und Park, 17. und 18. Jahrhundert | 17, 19, 21 rue du Château (Lage) | PA54000004    | Inscrit      | 1996  |      |

## Liste der Objekte
| Bezeichnung | Beschreibung                     | Standort                      | Kennzeichnung | Schutzstatus | Datum | Bild |
| ----------- | -------------------------------- | ----------------------------- | ------------- | ------------ | ----- | ---- |
| Pietà       | Stein, Ende des 15. Jahrhunderts | in der Kirche St-Epvre (Lage) | PM54000441    | Classé       | 1977  |      |